# Hayfa Sdiri
Hayfa Sdiri, née en 1997, est une entrepreneuse, activiste et blogueuse tunisienne.

## Biographie
Née en 1997, elle fonde Entr@crush, une plateforme en ligne où de potentiels entrepreneurs sont mis en relation avec des donateurs et peuvent suivre des formations en ligne en gestion, communication ou encore comptabilité, alors qu'elle n'est âgée que de 19 ans,.
Dans la foulée d'un baccalauréat en sciences expérimentales obtenu au lycée pilote Bourguiba de Tunis en 2016, elle part en France pour étudier les sciences appliquées, l'administration des affaires et la gestion à l'université Paris-Dauphine.
Deux ans plus tard, elle rejoint la start-up allemande Think.iT et le Programme des Nations unies pour le développement, pour lequel elle anime en tant que volontaire des Nations unies des ateliers pour sensibiliser les jeunes aux objectifs de développement durable et à leur rôle d'artisans du changement. Elle rédige également des notes conceptuelles et des documents officiels. Elle œuvre par ailleurs sur des initiatives relatives à l'égalité des genres et promeut le rôle de la jeunesse dans l'élaboration des politiques et le potentiel des femmes d'occuper des positions décisionnelles sur les plans politique et financier.
Elle figure parmi les 100 femmes distinguées par la BBC en 2019.